# Den Nationale Scene

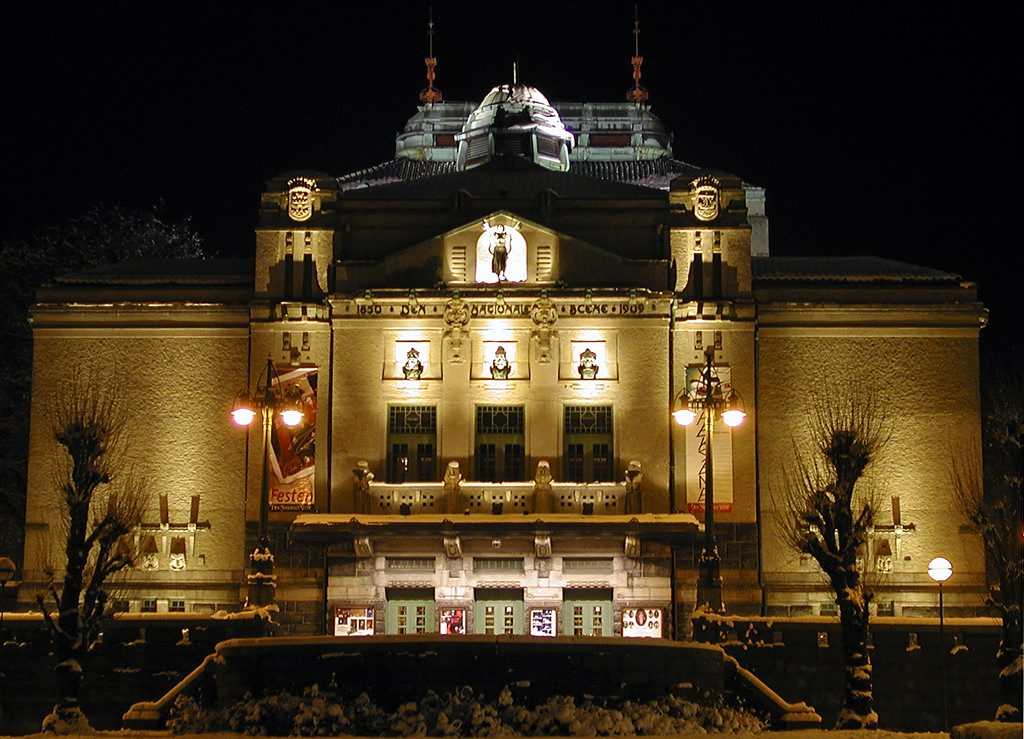
Den Nationale Scene.

Den Nationale Scene är den största teaterscenen i Bergen i Norge. Den Nationale Scene är en av Norges nationella teaterscener och den äldsta teaterscenen i Norge som ännu är i drift.

## Historia
År 1850 grundades Det norske Theater i Bergen, som hade sin scen i Komediehuset på Engen. Instiftaren var Ole Bull, norsk kompositör och violinist och kompositör med världsrykte. 1851-1856 var Henrik Ibsen och 1857-1859 var Bjørnstjerne Bjørnson teaterchef. Bjørnson var teaterchef och Ibsen pjäsförfattare, dramaturg och regiassistent. Teatern stängdes 1863 av ekonomiska orsaker men öppnades igen 1876, under namnet Den Nationale Scene. 1884-1888 var Gunnar Heiberg teaterns chef. År 1909 flyttade Den Nationale Scene från Komediehuset till nuvarande teaterbyggnad, ritad av Einar Oscar Schou. Den nya teaterns förste chef blev fram till 1924 Ludvig Bergh, som därefter efterträddes av skådespelaren Thomas Thomassen som teaterns ledare.
Den Nationale Scene har haft status som nationell teaterscen sedan 1993.